# 14700 Johnreid
14700 Johnreid (2000 AC240) là một tiểu hành tinh vành đai chính.